# Tomás Peire Cabaleiro
Ne doit pas être confondu avec Primitivo Peire Cabaleiro.
Tomás Peire Cabaleiro est un militaire et[réf. souhaitée] homme politique espagnol.

## Biographie
Il est député de Huesca en 1931 puis de Ceuta en 1933.